# Genjiro Yeto

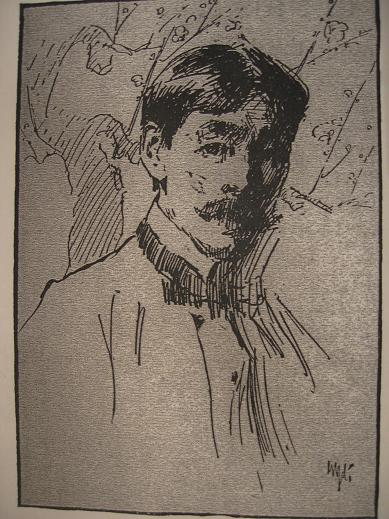
Porträt von Genjiro Yeto von Elmer Livingston MacRae (1875–1953), in der Sammlung der Greenwich Historical Society (undatiert)

Genjiro Yeto (in moderner Transkription Genjirō Etō, japanisch 江藤 源次郎 Etō Genjirō; * 1867 in Arita, Japan; † 1924) war ein japanisch-amerikanischer Maler und Illustrator, der vor allem in den Vereinigten Staaten bekannt wurde. Er gehörte zu den japanischen Künstlern, die den Japonismus in die westliche Kunst einführten und trug zur kulturellen Verbindung zwischen Japan und den USA bei.

## Leben
Genjiro Yeto wurde 1867 in Arita geboren, einer Stadt, die für ihre Keramikproduktion bekannt war. Um 1890 wanderte er in die Vereinigten Staaten aus, ursprünglich mit der Absicht, eine Karriere in der Wirtschaft zu verfolgen. Er entschied sich jedoch für die Kunst und begann 1895 ein Studium an der Art Students League of New York. Dort studierte er unter anderem bei John Henry Twachtman und kam in Kontakt mit der Cos Cob Art Colony in Greenwich, Connecticut, einem Zentrum des amerikanischen Impressionismus.
In dieser Künstlerkolonie war Genjiro Yeto ein angesehenes Mitglied und nahm am kulturellen Austausch zwischen westlichen und japanischen Kunststilen teil. Er blieb bis zu seinem Tod 1924 in den Vereinigten Staaten.

## Werk
Genjiro Yeto spezialisierte sich auf Aquarelle und Buchillustrationen, die häufig Elemente des traditionellen japanischen Kunststils mit westlichen Techniken kombinierten. Seine Arbeiten zeichnen sich durch eine feine Linienführung, dezente Farben und einen starken Fokus auf florale Motive und Genreszenen aus. Zu seinen bekanntesten Werken zählen die Illustrationen zu A Japanese Nightingale von Onoto Watanna (1901) und The American Diary of a Japanese Girl von Yone Noguchi (1902). Er war auch künstlerischer Berater für Broadway-Produktionen wie Madam Butterfly (1900) und arbeitete mit Kuratoren wie Stewart Culin zusammen, um die japanische Kunstsammlung des Brooklyn Museums aufzubauen.